# Tetija (luna)
Tétija (grško Τηθύς: Tetís) je Saturnov notranji naravni satelit.

## Odkritje in imenovanje
Tetijo je odkril leta 1684 Giovanni Domenico Cassini. Ime ji je dal John Herschel (sin Wiliama Herschela, ki je odkril Saturnovi luni Mimas in Enkelad ). Luno je imenoval po titanki Tetiji (hčerka Urana in Gaje) iz grške mitologije.
Cassini je imenoval vse štiri Saturnove lune, ki jih je odkril v letih od 1671 do 1684 (Japet, Rea, Tetija in Diona) v čast Ludvika XIV. z imenom Sidera Lodoicea (Ludvikove zvezde).

## Lastnosti
Tetija je podobno kot luni Diona in Rea  v glavnem sestavljena iz vodnega ledu. Ima gostoto samo 0,97 g/cm³. 
Saturn obkroža na poprečni razdalji 294.660 km. Obkroži ga v 1,888 dneh po tirnici, ki je samo za 1,12 ° nagnjena na Saturnov ekvator.
Luni Telesta in Kalipso krožita po isti tirnici. Nahajata se v Lagrangeevih točkah L4 in L5. Kalisto se nahaja 60 ° pred luno Tetijo, Kalipso pa je 60 º za luno Tetijo. Tetija je tudi v orbitalni resonanci 4 : 3 s sosednjo notranjo luno  Enkelad in v resonaci 2 : 3 s sosednjo zunanjo luno Diono

## Površina
Površina lune je polna kraterjev in geoloških prelomnic. Njena površina kaže izredno veliko odbojnost, saj ima geometrični albedo enak 1,229. 
Površina je sesatvljena iz dveh različnih delov: prvi del je svetlejši in poln kraterjev, drugi je temen in z manjšim številom kraterjev. Površina z manjšim številom kraterjev kaže na to, da je bila luna nekdaj v notranjosti aktivna, kar je povzročilo, da se je površina spremenila. Točen vzrok za to še ni znan.
Na površini je zelo lepo viden velikanski krater, ki se imenuje Odisej. Premer ima 400 km, njegovi robovi so relativno nizki, spominja pa na kraterje na Jupitrovi luni Kalisto. Ima podoben centralni vrh kot so v kraterjih na Merkurju in na Luni. Izgleda kot da so bili v geološko zelo dolgem časovnem obdobju robovi kraterja znižani zaradi delovanja zunanjih dejavnikov.  
Druga zanimiva značilnost na površini je izredno velika dolina oziroma kanjon z imenom Itaka (Ithaka Chasma). Kanjon je dolg 2000 km in širok 100 km. Njegova globina je od 3 do 5 km. Njegova dolžina je ¾ obsega lune Tetije. Predvideva se, da je kanjon nastal takrat,  ko se je voda v notranjosti lune strjevala. Druga teorija trdi, da je kanjon nastal ob padcu neznanega nebesnega telesa na luno ob nastanku kraterja Odisej, ko je udarni val potoval po luni.